# Isdimma

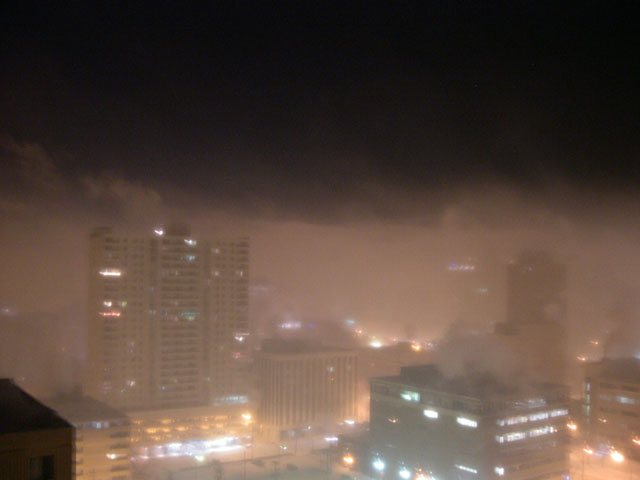
Isdimma i Winnipeg tidigt på morgonen 30 januari 2004. Temperaturen var -40 °C.

Isdimma, även kallat frostdimma, är en dimma som består av svävande iskristaller, till skillnad från vanlig dimma som består av vattenpartiklar. Isdimma kan bara bildas vid temperaturer understigande cirka -20 °C och förekommer därför främst i arktiska områden.